# Clive Terrelonge
Clive Terrelonge (* 30. Juni 1969 in Kingston) ist ein ehemaliger jamaikanischer Mittelstreckenläufer, dessen Spezialstrecke die 800-Meter-Distanz war.
Bei den Olympischen Spielen 1992 in Barcelona und bei den Leichtathletik-Weltmeisterschaften 1993 erreichte er jeweils das Halbfinale.
1995 folgte sein größter Erfolg mit dem Sieg bei den Leichtathletik-Hallenweltmeisterschaften in Barcelona. Bei den Olympischen Spielen 1996 in Atlanta kam er nicht über den Vorlauf hinaus.
1994 schloss er ein Studium an der Lincoln University ab. 2011 war er Leichtathletiktrainer an der University of Connecticut.

## Persönliche Bestzeiten
- 800 m: 1:45,44 min, 7. Juni 1995, Rom
  - Halle: 1:47,30 min, 12. März 1995, Barcelona